# Antoni Maria Ginestà i de Tort
Antoni M. Ginestà i de Tort (Ripoll, ? - 1888). Arqueòleg de professió, fou alcalde de Ripoll entre 1884 i 1887. Fou un dels impulsors de la reconstrucció de l'església de Santa Maria de Ripoll. Al final del passeig de Martí Ragull, s'hi va construir una font en memòria de l'alcalde Ginestà.